# Chiesa di Santo Stefano (Santo Stefano al Mare)
La chiesa di Santo Stefano protomartire è un luogo di culto cattolico situato nel comune di Santo Stefano al Mare, in piazza Cavour, in provincia di Imperia. La chiesa è sede della parrocchia omonima della diocesi di Ventimiglia-San Remo.

## Storia e descrizione

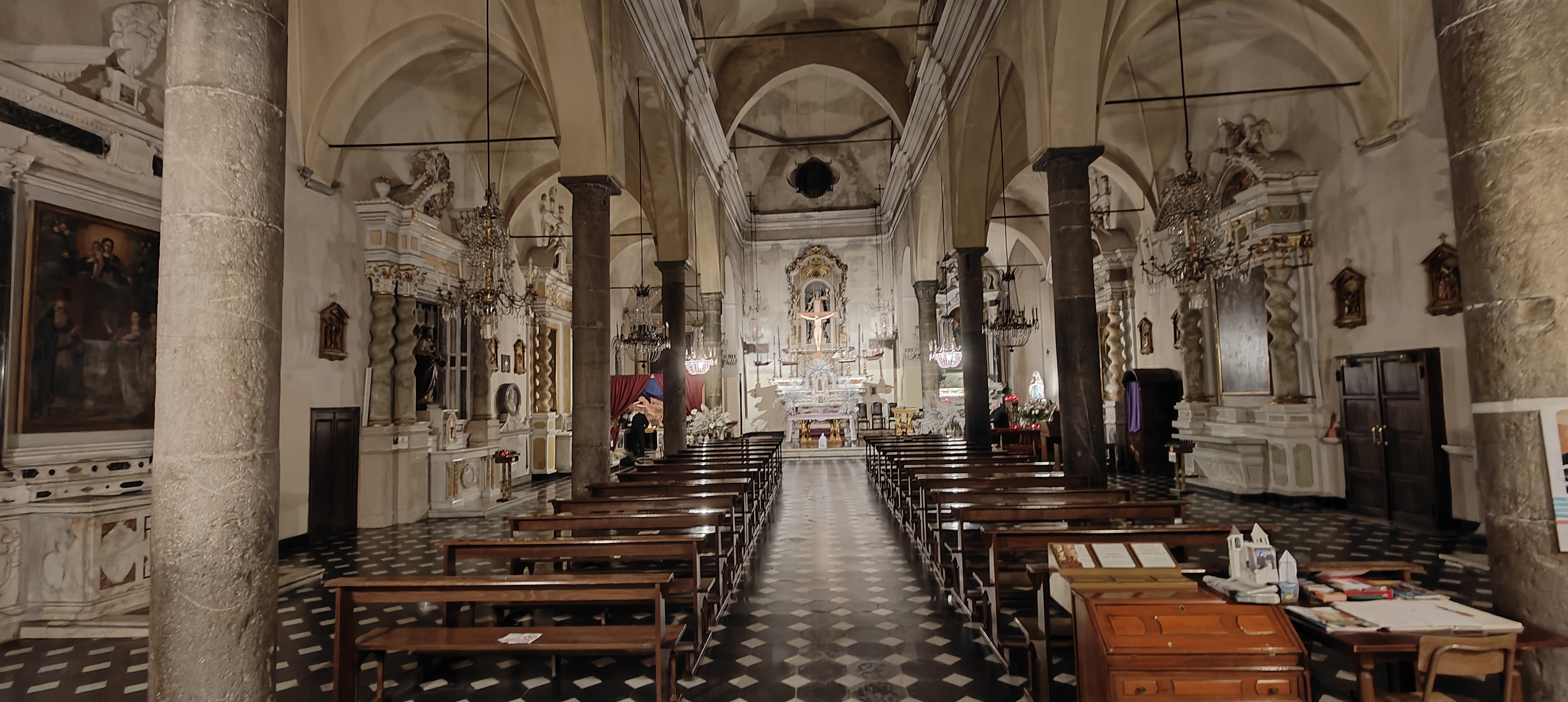
L'interno

La parrocchiale fu costruita nel XIII secolo in stile romanico; conserva ancora oggi colonne e capitelli del Duecento.
Venne edificata dai monaci benedettini dell'abbazia di Santo Stefano di Genova, da cui dipese la chiesa ed il possedimento di Santo Stefano al Mare e del suo feudo, allora denominato come principato monastico di Villaregia - santo che diede poi definitivamente il nome alla cittadina. Nel XV secolo fu elevata al titolo di parrocchia.
Subì nei secoli successivi interventi di restauro e abbellimento, alcuni di questi commissionati dal pontefice Adriano VI, fino ad un nuovo restauro nel XX secolo alla facciata e al campanile.
Al suo interno sono conservati alcuni dipinti di diversi pittori liguri e una statua in legno dello scultore olandese J. Dyck raffigurante il Martirio di san Sebastiano. Pregevole inoltre il fonte battesimale del Quattrocento.